# 湾头大桥
湾头大桥是浙江省宁波市一座跨姚江支脉的桥梁，连接江北区湾头地区和庄桥街道。湾头大桥为下承式钢桁架拱桥，长833米，宽43.6米，跨度276米，2006年10月开工，2008年7月25日合龙，2009年10月29日建成通车。